# Перший стиль давньоримських фресок

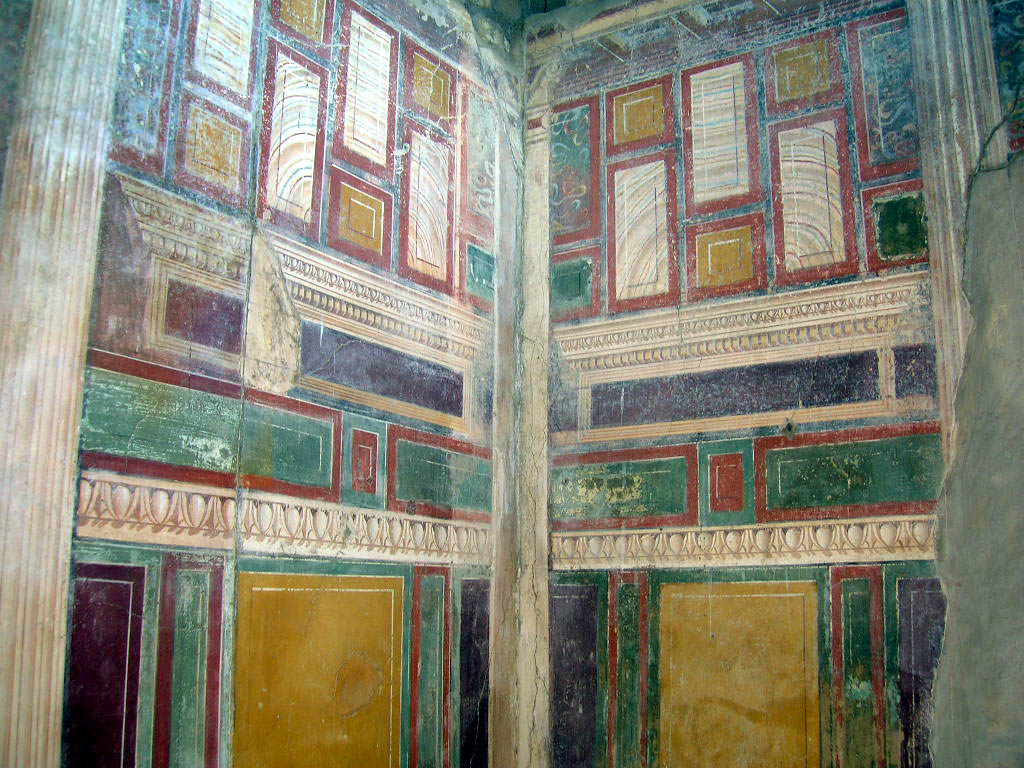
Вілла Аріадни. Зразки декору в Першому стилі.

Перший стиль давньоримських фресок — різновид декору в будинках самнітів і римлян. Засіб неточно називають «Перший стиль живопису», але давньоримський живопис складався також з технологій водорозчинних фарб і фірб на віску (енкавстика) відомий приклад останнього — фаюмський портрет. Відносять до живопису і мозаїки, хоча для їх створення використовують не фарби, а скляні смальти та природні камінці. Перший стиль датують 150 — 80 роками до н. е.

## Історія вивчення
Умовному розподілу науковців на стилі давньоримські фрески завдячують розкопкам в загиблих Помпеях. Стіни суспільно значущих і приватних будинків міста зберегли значну кількість фресок різного стану збереженості — від фрагментів до непогано збережених циклів чи ансамблів. Вказівкою на те, що стилі мали розповсюдження не тільки в Помпеях, були свідоцтва в літературі і нові знахідки залишків давньоримських фресок на віллах поблизу Помпей і в самому Римі (декор будинку Цезаря в столиці).
Сукупність нововідкритих фресок і дала підстави для їх ретельного вивчення і створення класифікації.

## Перший стиль

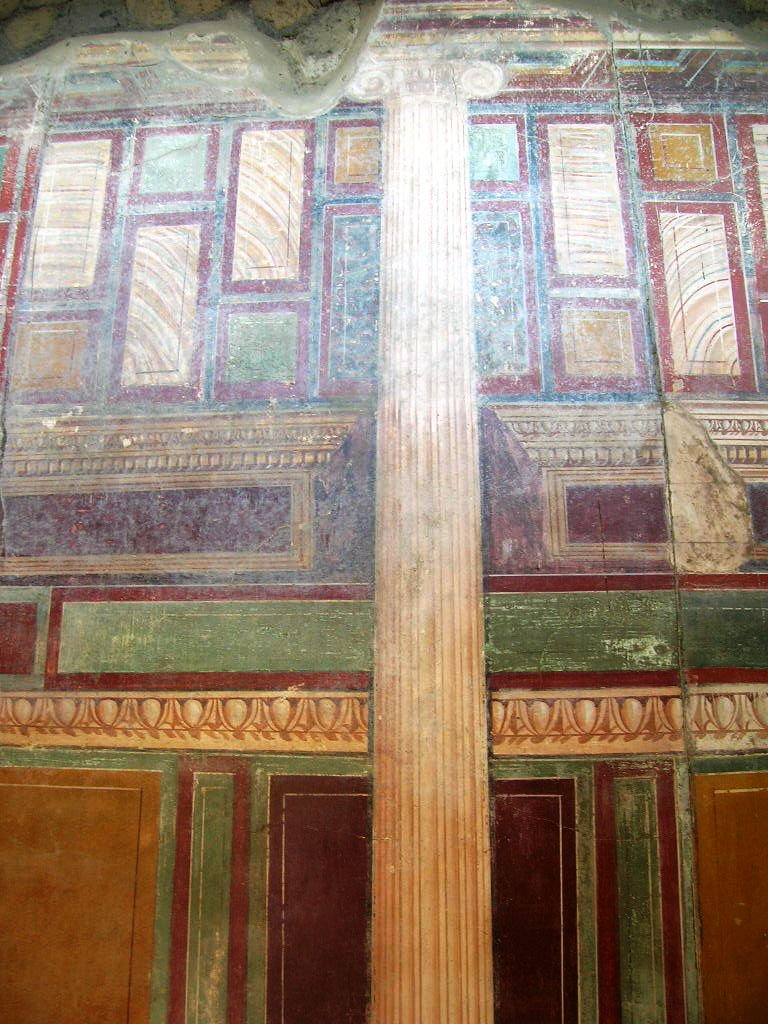
Вілла Аріадни, зразок Першого стилю.

Перший стиль фресок не є винаходом римлян. Вони успадкували знахідки майстрів доби еллінізму. Фрески в першому стилі мали розповсюдження в так званому Туфовому періоді забудови Помпей, коли ті ще належали самнітам. Цей тип декору використовували для оздоб цоколів. Стиль імітував кладку мурів з блоків кольорових різноманітних природних каменів — серед яких були імітації граніту, алебастру, кольорового мармуру тощо. Склалася і своєрідна схема такого декору :
- Плінтус був жовтого кольору
- далі йшла імітація рустованих, кам'яних брил різного кольору, здебільшого червоним та чорним. Зустрічаються і інші кольори (зелений, буряковий).
- Аби підсилити виразність декору, верхні частини мурів прикрашали ліпленими деталями, що створювали карниз. Архітектурну декорацію муру підсилювали ліпленими пілястрами. Дослідники називали цей стиль чопорним за строгість і деяку одноманітність, поміркованість, незважаючи на різнобарвність.

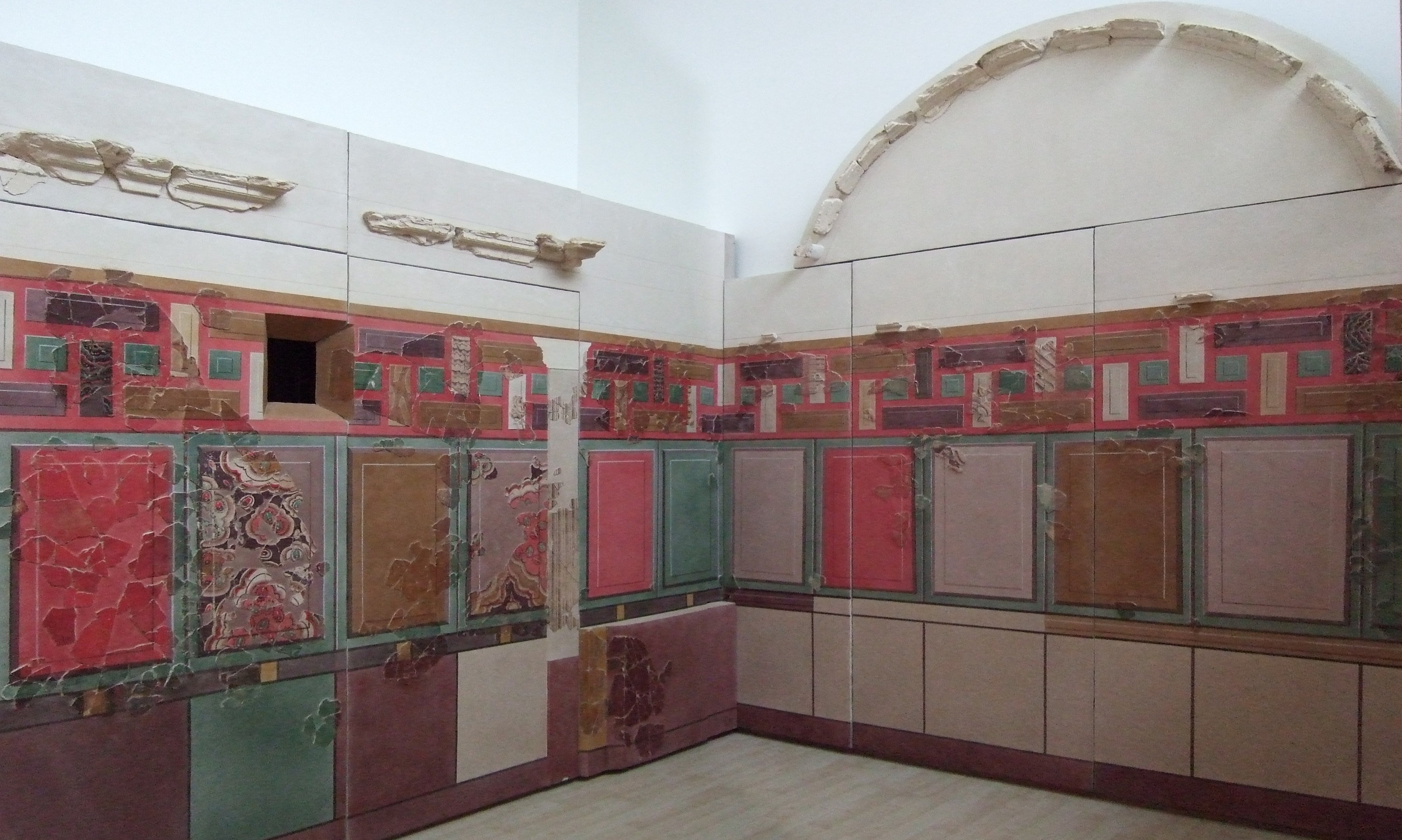
Зразок стінописів Першого стилю

Зразки подібного декору знайдені ще в містах греків на острові Делос (датовані III–II століттями до н. е.). В Помпеях та його околицях Перший стиль давньоримських фресок представлений в декорі таких споруд -
- Вілла Аріадни, Стабії
- Будинок Самніта, Геркуланум
- Будинок Танцюючого Фавна, Помпеї
- Будинок Мораліста, Помпеї
- Базиліка, Помпеї
- Храм Юпітера, Помпеї